# Bastards
| 전문가 평가          | 전문가 평가 |
| 평가 점수            | 평가 점수   |
| 출처                 | 점수        |
| -------------------- | ----------- |
| AllMusic             | [ 2 ]       |
| Robert Christgau     | [ 3 ]       |
| Entertainment Weekly | A−          |
| Sputnikmusic         | [ 5 ]       |

《Bastards》는 영국의 헤비 메탈 밴드 모터헤드의 열한 번째 스튜디오 음반이다. 1993년 11월 29일, 이 밴드의 유일한 레이블인 ZYX 뮤직을 통해 발매되었다.

## 녹음
이 음반은 레미 킬미스터, 마이클 버스턴, 필 캠벨, 미키 디 라인업이 포함된 두 개의 스튜디오 음반 중 하나이며, 이전 음반에서 디는 "특별 게스트" 드러머였고 공식적으로 밴드에 합류하지 않았다. 이 음반은 전 차일즈 플레이 프로듀서 하워드 벤슨이 프로듀싱한 네 장의 모터헤드 음반 중 첫 번째 음반이자 타이틀곡이 포함되지 않은 첫 번째 모터헤드 스튜디오 음반이기도 하다. 1992년 후속작인 《March ör Die》로 1916의 성공을 거두지 못한 후, 밴드는 그들의 뿌리로 돌아갔다. 서정적인 주제는 사회적 비판(〈On Your Feet or on Your Knees〉)에서부터 전쟁(〈Death or Glory〉, 〈I am the Sword〉), 아동학대(〈Don't Let Daddy Kiss Me〉)와 완전 난장판(〈Burner〉)에 이르기까지 다양하다. 레미는 또한 자신의 회고록에서 조앤 제트과 리타 포드에게 〈Don't Let Daddy Kiss Me〉를 제안했다고 말한다.
"왜냐하면 여자가 불러야 한다고 생각했지만 아무도 받아주지 않았거든요."

## 곡 목록
모든 곡들은 특별한 언급이 없는 한 레미 킬미스터, 필 캠벨, 마이클 버스턴 그리고 미키 디에 의해 작사/작곡하였다.
| #   | 제목                              | 작사·작곡 | 재생 시간 |
| --- | --------------------------------- | --------- | --------- |
| 1.  | 〈On Your Feet or on Your Knees〉 |           | 2:34      |
| 2.  | 〈Burner〉                        |           | 2:52      |
| 3.  | 〈Death or Glory〉                |           | 4:50      |
| 4.  | 〈I Am the Sword〉                |           | 4:28      |
| 5.  | 〈Born to Raise Hell〉            | 킬미스터  | 4:58      |
| 6.  | 〈Don't Let Daddy Kiss Me〉       |           | 4:05      |
| 7.  | 〈Bad Woman〉                     |           | 3:16      |
| 8.  | 〈Liar〉                          |           | 4:12      |
| 9.  | 〈Lost in the Ozone〉             |           | 3:27      |
| 10. | 〈I'm Your Man〉                  |           | 3:28      |
| 11. | 〈We Bring the Shake〉            |           | 3:48      |
| 12. | 〈Devils〉                        |           | 6:00      |

| #   | 제목                   | 작사·작곡            | 재생 시간 |
| --- | ---------------------- | -------------------- | --------- |
| 13. | 〈Jumpin' Jack Flash〉 | 믹 재거, 키스 리처즈 | 3:20      |